# Коммунистический университет имени Я. М. Свердлова
Коммунистический университет имени Я. М. Свердлова — высшее учебное заведение ЦИК СССР и ВКП(б), готовившее кадры для советской и партийной администрации, действовавшее в Москве с 1918 по 1937 год.

## История
В июле 1918 года в Москве были созданы Курсы агитаторов и инструкторов при ВЦИК. В январе 1919 года курсы были преобразованы в Школу советской работы. На её основе по постановлению 8-го съезда РКП(б) была создана Центральная школа советской и партийной работы, переименованная в июле 1919 года в Коммунистический университет имени Я. М. Свердлова.
Идейное руководство университетом осуществлял ЦК РКП(б), а по советской линии университет подчинялся Наркомпросу РСФСР. На заседании Президиума ВЦИК от 8 марта 1926 года было принято решение о признании Коммунистического университета имени Я. М. Свердлова учреждением общесоюзного значения и о передаче его в ведение ЦИК СССР.
Вначале университет находился в здании на ул. Малая Дмитровка, дом 6, затем занял здание Московского городского народного университета имени А. Л. Шанявского по адресу Миусская площадь, дом 6.
В университете выступали с лекциями В. И. Ленин, Я. М. Свердлов, Н. И. Бухарин, И. В. Сталин, А. В. Луначарский, А. М. Горький; преподавали В. В. Адоратский, Н. Н. Батурин, А. С. Бубнов, С. Д. Павлов, М. Ф. Владимирский, В. П. Волгин, С. Н. Гусев, Ф. Я. Кон, Н. М. Лукин, С. И. Мицкевич, С. А. Пионтковский, М. Н. Покровский, И. И. Скворцов-Степанов, А. М. Стопани, Е. М. Ярославский, А. А. Френкель.
Курс обучения в университете вначале составлял 6—8 месяцев, затем был увеличен до 2, 3 и 4 лет. При университете работали:
- Вечерний коммунистический университет;
- Вечерняя советская партийная школа;
- Воскресный коммунистический университет;
- Заочный коммунистический университет;
- Лекторские курсы, в дальнейшем — институт аспирантов.

В Коммунистическом университете работали кафедры философии, истории, политэкономии, права, естествознания, языкознания, выходили периодические издания — «Записки Коммунистического университета имени Свердлова» и «Свердловец».
За первые 10 лет университет окончило свыше 10 тысяч человек, обучалось в нём 19 тысяч человек.
Во время дискуссии о внутрипартийной демократии в 1923 году большинством в 554 голоса была вынесена оппозиционная резолюция.
Постановлением ЦК ВКП(б) от 21 сентября 1932 года «О реорганизации комвузов в высшие коммунистические сельскохозяйственные школы» Коммунистический университет был реорганизован в Высший коммунистический сельскохозяйственный университет имени Я. М. Свердлова. Основной его задачей стала подготовка руководящих кадров для колхозов, совхозов, МТС, райкомов.
Постановлением Президиума ЦИК СССР от 28 июня 1933 года в связи с 15-летием Всесоюзный коммунистический сельскохозяйственный университет имени Свердлова был награждён орденом Ленина.
Постановлением ЦИК СССР от 6 января 1938 года Всесоюзный коммунистический сельскохозяйственный университет имени Я. М. Свердлова был закрыт с формулировкой: «В связи с произведённым последним выпуском студентов 31 декабря 1937 года Всесоюзный коммунистический сельскохозяйственный университет имени Я. М. Свердлова считать закрытым с того же числа».

## Ректоры
- В. И. Невский (1919—1921)
- В. П. Антонов-Саратовский (1921—1923)
- М. Н. Лядов (1923—1928)
- К. А. Мальцев (1928—1931)
- Н. Львов (1932—1934)
- В. Уваров (1934—1935)
- Гиндин (1936—1937)[1]

## Известные выпускники
- Арменков, Михаил Флегонтович
- Баюков, Владимир Антонович
- Вознесенский, Николай Алексеевич
- Жакыпов, Сериккали
- Зенушкин, Степан Сергеевич
- Исаев-Авраль Метри, Дмитрий Владимирович
- Кошкин, Михаил Ильич
- Митин, Марк Борисович
- Розыбакиев, Абдулла Ахметович
- Сабуров, Максим Захарович
- Хавкин, Оскар Адольфович
- Щербаков, Александр Сергеевич